# Estola flavolineata
Estola flavolineata là một loài bọ cánh cứng trong họ Cerambycidae.